# Крынки (город)
Крынки (пол. Krynki)  —  город  в Польше, входит в Подляское воеводство,  Сокульский повят.  Имеет статус городско-сельской гмины. Занимает площадь 3,85 км². Население — 2700 человек.

## История
На рубеже XV и XVI веков в Крынках был построен двор, принадлежавший Великому князю литовскому и бывший местом ночлега на пути из Вильнюса в Краков. Во второй половине XVI века в Крынках было 43 корчмы и гостевые дома, там стали селиться евреи. 
В XIX веке и начале XX века Крынки было местечком Гродненского уезда Гродненской губернии Российской империи.
В первой половине XIX века в Крынках начала развиваться текстильная промышленность. В 1827 году еврейский предприниматель Иосиф Гиель создал там мануфактуру по переработке овечьей шерсти и производству фланели. Потом в местечке начала развиваться дубильная промышленность. В 1870-х годах в Крынках было 11 текстильных фабрик, 6 дубилен, 2 красильни, 2 винокурни, 3 мельницы (в том числе одна для размола коры) и пивоварня. Развитие промышленности и концентрация рабочих в местечке привела к развитию рабочего движения. В 1890-х годах начались забастовки, дубильщики добивались повышения заработной платы и сокращения рабочего дня до 10 часов. 
В 1905 году жители Крынок захватили полицейское управление, почтовое отделение и городскую управу, был создан стачечный комитет («Крынецкая республика»). Вскоре прибыли войска, и после нескольких часов борьбы революционеры вынуждены были сдаться.
В 1913 году в Крынках жили почти 9 тысяч человек, работали 28 дубилен и 65 мастерских с неполным циклом обработки кожи. Во время Первой мировой войны Крынки были сильно разрушены, дубильни были отрезаны от своих традиционных рынков сбыта. Согласно переписи населения, в 1921 году в Крынках, вошедших в состав независимой Польши, было лишь 5206 жителей.
В сентябре 1939 года Крынки захватила Красная армия. В январе 1940 году Крынки стали центром Крынковского района Белостокской области БССР. В июне 1941 года городок оккупировали немцы, которые осенью 1941 года создали там еврейское гетто, где жили около 6 тысяч человек, в том числе и переселенцы из других населенных пунктов. 2 ноября 1942 года около 5 тысяч евреев было депортировано из Крынок в лагерь в Келбашно, для последующей отправки в лагерь уничтожения Треблинка. Некоторые евреи при этом оказали вооруженное сопротивление. В Крынках оставили около 260 евреев, однако 24 января 1943 года их также отправили в Треблинку.
Вследствие бомбардировок и боев в 1944 году разрушенными оказались 2/3 зданий Крынок. Крынки, которые были возвращены в состав Польши, в 1955 году превратились в село, статус города Крынкам вернули лишь в 2009 году.